# (37515) 2008 T-3
2008 T-3 (asteroide 37515) é um asteroide da cintura principal. Possui uma excentricidade de 0.17320120 e uma inclinação de 3.87843º.
Este asteroide foi descoberto no dia 16 de outubro de 1977 por Cornelis Johannes van Houten e Ingrid van Houten-Groeneveld e Tom Gehrels em Palomar.